# Bøgmose
Bøgmose (dansk) eller Büchmoor (tysk) er en dels sumpet lyngmose beliggende vest for Isted i Sydslesvig. Mosen danner et større sammenhængende mose- og hedeområde, der også omfatter Hjalm Mose (Jalmer Moor) og Isted Hede. Den er omgivet af flere skove såsom Elmskov (Elmholz) i nord, Stenholt (Steinholz) i vest og Bøgholt, Grydeskov (Grüder Holz) og Isted Skov i syd. 
Bøgmose var førhen en lavvandet sø, der groede til og blev mosen. I dag udgør området et rekreativt naturområde med et værdifuldt dyre- og planteliv. 
Mod øst går Bøgmose over i hedelandskab. Området gennemskæres af flere veje og stier, som man kan vandre og cykle på.
I juli 1850 kom det til kamphandlinger mellem danske og tyske tropper ved Bøgholt og Bøgmose (se Slaget ved Isted). Mosen blev tilsvarende flere gang nævnt i den danske generalstabs beretninger om Treårskrigen i 1848-1850 (Den dansk-tydske Krig i Aarene 1848-50) samt i Otto Vaupells beretninger.